# Cronologia descoperirilor planetelor și sateliților naturali din sistemul solar
Cronologia descoperirilor planetelor și sateliților naturali din sistemul solar arată procesul descoperirii corpurilor noi din sistemul solar de-a lungul timpului. Obiectele sunt listate în ordinea cronologică a descoperirii lor (mai multe date apar atunci când momentele corespunzătoare realizării primelor imagini, observării și publicării diferă între ele), fiind identificate prin diversele lor denumiri (inclusiv sistemele temporare și permanente) și enumerarea descoperitorilor.
Istoric, denumirea sateliților nu corespunde întotdeauna timpului când au fost descoperiți. În mod tradițional, descoperitorul se bucură de privilegiul de a da o denumire noului obiect; cu toate acestea, unii au neglijat să facă acest lucru (E. E. Barnard a declarat că „amână orice sugestie cu privire la o denumire [pentru Amalthea] până la o dată ulterioară” dar nu a ales niciuna din numeroasele sugestii pe care le-a primit) sau au refuzat în mod deliberat (S. B. Nicholson a declarat: „Mulți au întrebat cum vor trebui denumiți noii sateliți [(Lysithea și Carme)]. Aceștia vor fi cunoscuți numai sub numerele X și XI, scrise în cifre romane și precedate, de obicei, de litera J pentru a le identifica cu Jupiter.”). Problema denumirii a apărut aproape la fel de curând cu descoperirea însăși a sateliților planetari: Galileo s-a referit la cei patru sateliți principali ai lui Jupiter utilizând numerele, în timp ce denumirile sugerate de către rivalul său Simon Marius au devenit treptat unanim acceptate. Uniunea Astronomică Internațională (UAI) a început, în cele din urmă, clarificarea chestiunii denumirilor la sfârșitul anilor 1970.

## Cheie
În tabelele de mai jos, sateliții planetari sunt indicați cu caractere aldine (de exemplu Luna), în timp ce planetele și planetele pitice, care orbitează direct în jurul Soarelui, cu caractere italice (de exemplu Pământ). Tabelele sunt clasificate în funcție de data publicării/anunțării. Datele sunt adnotate cu următoarele simboluri:
- i: pentru primele imagini (fotografii, etc.);
- o: pentru data primei observări de către om, fie prin telescop sau pe placă fotografică (momentul real al descoperirii);
- p: pentru data anunțării sau publicării.

În câteva cazuri, data este incertă și este marcată atunci cu „(?)”.
* Notă: Sateliții marcați cu un asterisc (*) au avut descoperiri complicate. Unii au necesitat ani pentru a fi confirmați, iar în unele cazuri au fost de fapt pierduți și redescoperiți. Alții au fost descoperiți în fotografiile făcute de Voyager, câțiva ani mai târziu după realizarea lor.
Legendă culori
Planetele și sateliții lor naturali sunt marcate în următoarele culori:
| Planete Mercur Venus Pământul și Luna Marte (planetă) și sateliții săi Jupiter și sateliții săi Saturn și sateliții săi Uranus și sateliții săi Neptun și sateliții săi | Planete pitice Ceres Pluto și sateliții săi Haumea și sateliții săi Makemake Eris și Dysnomia |

Denumiri
- Alte denumiri sunt sinonime sau perifraze întâlnite uneori pentru obiectele respective.
- Denumirile permanente (ale sateliților planetari) sunt explicate aici.
- Denumirile temporare sunt explicate aici.

## Preistorie
| Preistorie | Preistorie | Preistorie    | Preistorie | Preistorie |
| Denumire   | Imagine    | Altă denumire | Note |            |
| ---------- | ---------- | ------------- | --- | ---------- |
| Soare      |            | Stea          | În modelul geocentric al lui Ptolemeu, se credea că Pământul este în centrul cosmosului. Șapte planete au fost plasate pe mai multe oribite în jurul lui, într-o ordine crescătoare a distanței de la Pământ, după cum au stabilit stoicii greci: Luna, Mercur, Venus, Soarele, Marte, Jupiter și Saturn. Această listă include două obiecte, Soarele și Luna, care nu mai sunt considerate a fi planete; de asemenea este exclus și Pământul. |            |
| Luna       |            | Pământ I      | În sistemul copernican, Luna nu a mai fost considerată ca planetă, dar ca satelit natural al Pământului, și a fost singurul obiect din acest sistem a cărui revoluție nu a fost centrată pe Soare. |            |
| Mercur     |            | Prima planetă | Planetele interioare, Mercur și Venus, precum și planetele exterioare, Marte, Jupiter și Saturn, au fost identificate de către astronomii babilonieni în mileniul al II-lea înainte de Hristos. După Aristarh din Samos și mai târziu în sistemul heliocentric a lui Nicolaus Copernicus (De Revolutionibus Orbium Coelestium, 1543), Pământul a ajuns să fie considerat o planetă care se rotește împreună cu alte planete în jurul Soarelui, în următoarea ordine a distanțelor de la Soare: Mercur, Venus, Pământ, Marte, Jupiter și Saturn. Soarele, situat acum în apropierea centrului de revoluție, nu a mai fost considerat o planetă. |            |
| Venus      |            | A 2-a planetă | Planetele interioare, Mercur și Venus, precum și planetele exterioare, Marte, Jupiter și Saturn, au fost identificate de către astronomii babilonieni în mileniul al II-lea înainte de Hristos. După Aristarh din Samos și mai târziu în sistemul heliocentric a lui Nicolaus Copernicus (De Revolutionibus Orbium Coelestium, 1543), Pământul a ajuns să fie considerat o planetă care se rotește împreună cu alte planete în jurul Soarelui, în următoarea ordine a distanțelor de la Soare: Mercur, Venus, Pământ, Marte, Jupiter și Saturn. Soarele, situat acum în apropierea centrului de revoluție, nu a mai fost considerat o planetă. |            |
| Pământ     |            | A 3-a planetă | Planetele interioare, Mercur și Venus, precum și planetele exterioare, Marte, Jupiter și Saturn, au fost identificate de către astronomii babilonieni în mileniul al II-lea înainte de Hristos. După Aristarh din Samos și mai târziu în sistemul heliocentric a lui Nicolaus Copernicus (De Revolutionibus Orbium Coelestium, 1543), Pământul a ajuns să fie considerat o planetă care se rotește împreună cu alte planete în jurul Soarelui, în următoarea ordine a distanțelor de la Soare: Mercur, Venus, Pământ, Marte, Jupiter și Saturn. Soarele, situat acum în apropierea centrului de revoluție, nu a mai fost considerat o planetă. |            |
| Marte      |            | A 4-a planetă | Planetele interioare, Mercur și Venus, precum și planetele exterioare, Marte, Jupiter și Saturn, au fost identificate de către astronomii babilonieni în mileniul al II-lea înainte de Hristos. După Aristarh din Samos și mai târziu în sistemul heliocentric a lui Nicolaus Copernicus (De Revolutionibus Orbium Coelestium, 1543), Pământul a ajuns să fie considerat o planetă care se rotește împreună cu alte planete în jurul Soarelui, în următoarea ordine a distanțelor de la Soare: Mercur, Venus, Pământ, Marte, Jupiter și Saturn. Soarele, situat acum în apropierea centrului de revoluție, nu a mai fost considerat o planetă. |            |
| Jupiter    |            | A 5-a planetă | Planetele interioare, Mercur și Venus, precum și planetele exterioare, Marte, Jupiter și Saturn, au fost identificate de către astronomii babilonieni în mileniul al II-lea înainte de Hristos. După Aristarh din Samos și mai târziu în sistemul heliocentric a lui Nicolaus Copernicus (De Revolutionibus Orbium Coelestium, 1543), Pământul a ajuns să fie considerat o planetă care se rotește împreună cu alte planete în jurul Soarelui, în următoarea ordine a distanțelor de la Soare: Mercur, Venus, Pământ, Marte, Jupiter și Saturn. Soarele, situat acum în apropierea centrului de revoluție, nu a mai fost considerat o planetă. |            |
| Saturn     |            | A 6-a planetă | Planetele interioare, Mercur și Venus, precum și planetele exterioare, Marte, Jupiter și Saturn, au fost identificate de către astronomii babilonieni în mileniul al II-lea înainte de Hristos. După Aristarh din Samos și mai târziu în sistemul heliocentric a lui Nicolaus Copernicus (De Revolutionibus Orbium Coelestium, 1543), Pământul a ajuns să fie considerat o planetă care se rotește împreună cu alte planete în jurul Soarelui, în următoarea ordine a distanțelor de la Soare: Mercur, Venus, Pământ, Marte, Jupiter și Saturn. Soarele, situat acum în apropierea centrului de revoluție, nu a mai fost considerat o planetă. |            |

## Secolul al XVII-lea
| Secolul 17                           | Secolul 17 | Secolul 17 | Secolul 17                                                                       | Secolul 17 | Secolul 17 |
| Data                                 | Denumire   | Imagine    | Denumire constantă                                                               | Descoperitor(i) și note |            |
| ------------------------------------ | ---------- | ---------- | -------------------------------------------------------------------------------- | --- | ---------- |
| Anii 1610                            |            |            |                                                                                  | |            |
| o: 7 ianuarie 1610 p: 13 martie 1610 | Ganymede   |            | Jupiter III                                                                      | Galileo. Sateliții galileeni. Sateliții galileeni au fost primele obiecte cerești a căror orbită a fost confirmată la un alt obiect decât Soarele sau Pământul. Galileo, pe 7 ianuarie 1610, le-a văzut pe Io și Europa ca un singur punct de lumină; acestea fiind văzute ca obiecte separate noaptea următoare.  |            |
| o: 7 ianuarie 1610 p: 13 martie 1610 | Callisto   |            | Jupiter IV                                                                       | Galileo. Sateliții galileeni. Sateliții galileeni au fost primele obiecte cerești a căror orbită a fost confirmată la un alt obiect decât Soarele sau Pământul. Galileo, pe 7 ianuarie 1610, le-a văzut pe Io și Europa ca un singur punct de lumină; acestea fiind văzute ca obiecte separate noaptea următoare.  |            |
| o: 8 ianuarie 1610 p: 13 martie 1610 | Io         |            | Jupiter I                                                                        | Galileo. Sateliții galileeni. Sateliții galileeni au fost primele obiecte cerești a căror orbită a fost confirmată la un alt obiect decât Soarele sau Pământul. Galileo, pe 7 ianuarie 1610, le-a văzut pe Io și Europa ca un singur punct de lumină; acestea fiind văzute ca obiecte separate noaptea următoare.  |            |
| o: 8 ianuarie 1610 p: 13 martie 1610 | Europa     |            | Jupiter II                                                                       | Galileo. Sateliții galileeni. Sateliții galileeni au fost primele obiecte cerești a căror orbită a fost confirmată la un alt obiect decât Soarele sau Pământul. Galileo, pe 7 ianuarie 1610, le-a văzut pe Io și Europa ca un singur punct de lumină; acestea fiind văzute ca obiecte separate noaptea următoare.  |            |
| Anii 1650                            |            |            |                                                                                  | |            |
| o: 25 martie 1655 p: 5 martie 1656   | Titan      |            | Saturn VI Saturn II (1673–1684), Saturn IV (1686–1789)                           | Huygens. El primul a "publicat" descoperirea sa ca o anagramă, trimisă la 13 iunie 1655; mai târziu a publicat-o sub formă de broșura De Saturni luna Observatio Nova și integral în Systema Saturnium (iulie 1659).                                                                                               |            |
| Anii 1670                            |            |            |                                                                                  | |            |
| o: 25 octombrie 1671 p: 1673         | Iapetus    |            | Saturn VIII Saturn III (1673–1684), Saturn V (1686–1789), Saturn VII (1789–1848) | Cassini |            |
| o: 23 decembrie 1672 p: 1673         | Rhea       |            | Saturn V Saturn I (1673–1684), Saturn III (1686–1789)                            | Cassini |            |
| Anii 1680                            |            |            |                                                                                  | |            |
| o: 21 martie 1684 p: 22 aprilie 1686 | Tethys     |            | Saturn III Saturn I (1686–1789)                                                  | Cassini. Împreună cu cele două descoperiri anterioare, Cassini a numit acești sateliți Sidera Lodoicea. În lucrarea sa Kosmotheôros (publicată postmortem în 1698), Christiaan Huygens a relatat că „Jupiter are patru pe care-i vedeți și Saturn cei cinci sateliți în jurul lui, toate plasate în orbitele lor.” |            |
| o: 21 martie 1684 p: 22 aprilie 1686 | Dione      |            | Saturn IV Saturn II (1686–1789)                                                  | Cassini. Împreună cu cele două descoperiri anterioare, Cassini a numit acești sateliți Sidera Lodoicea. În lucrarea sa Kosmotheôros (publicată postmortem în 1698), Christiaan Huygens a relatat că „Jupiter are patru pe care-i vedeți și Saturn cei cinci sateliți în jurul lui, toate plasate în orbitele lor.” |            |
| Data                                 | Denumire   | Imagine    | Denumire constantă                                                               | Descoperitor(i) și note |            |

## Secolul al XVIII-lea
| Secolul 18                                 | Secolul 18 | Secolul 18 | Secolul 18              | Secolul 18 |
| Data                                       | Denumire   | Imagine    | Denumire constantă/alte | Descoperitor(i) și note                                                                                          |
| ------------------------------------------ | ---------- | ---------- | ----------------------- | --- |
| Anii 1780                                  |            |            |                         | |
| o: 13 martie 1781 p: 26 aprilie 1781       | Uranus     |            | A 7-a planetă           | Herschel prima dată a raportat despre descoperirea lui Uranus pe 26 aprilie 1781, inițial crezând că e o cometă. |
| o: 11 ianuarie 1787 p: 15 februarie 1787   | Titania    |            | Uranus III              | Herschel. El a raportat mai târziu patru sateliți neautentici.                                                   |
| o: 11 ianuarie 1787 p: 15 februarie 1787   | Oberon     |            | Uranus IV               | Herschel. El a raportat mai târziu patru sateliți neautentici.                                                   |
| o: 28 august 1789 p: 12 noiembrie 1789     | Enceladus  |            | Saturn II               | Herschel |
| o: 17 septembrie 1789 p: 12 noiembrie 1789 | Mimas      |            | Saturn I                | Herschel |
| Data                                       | Denumire   | Imagine    | Denumire constantă/alte | Descoperitor(i) și note                                                                                          |

## Secolul al XIX-lea
| Secolul 19                                 | Secolul 19 | Secolul 19 | Secolul 19                                                 | Secolul 19 |
| Data                                       | Denumire   | Imagine    | Denumire constantă/alta                                    | Descoperitor(i) și note |
| ------------------------------------------ | ---------- | ---------- | ---------------------------------------------------------- | --- |
| Anii 1800                                  |            |            |                                                            | |
| o: 1 ianuarie 1801 p: 24 ianuarie 1801     | Ceres      |            | A 8-a planetă (1801) Asteroid (1851) Planetă pitică (2006) | Giuseppe Piazzi. El a anunțat prima dată despre descoperirea sa pe 24 ianuarie 1801, în scrisorile către colegi săi astronomii. Prima publicație oficială a fost în septembrie 1801 într-o ediție din Monatliche Correspondenz. |
| Anii 1840                                  |            |            |                                                            | |
| o: 23 septembrie 1846 p: 13 noiembrie 1846 | Neptun     |            | A 13-a planetă (1846) A 8-a planetă (1851)                 | Galle și Le Verrier |
| o: 10 octombrie 1846 p: 13 noiembrie 1846  | Triton     |            | Neptun I                                                   | Lassell |
| o: 16 septembrie 1848 p: 18 octombrie8     | Hyperion   |            | Saturn VII                                                 | Bond, Bond, Lassell |
| Anii 1850                                  |            |            |                                                            | |
| o: 24 octombrie 1851                       | Ariel      |            | Uranus I                                                   | Lassell |
| o: 24 octombrie 1851                       | Umbriel    |            | Uranus II                                                  | Lassell |
| Anii 1870                                  |            |            |                                                            | |
| o: 12 august 1877                          | Deimos     |            | Marte II                                                   | Hall |
| o: 18 august 1877                          | Phobos     |            | Marte I                                                    | Hall |
| Anii 1890                                  |            |            |                                                            | |
| o: 9 septembrie 1892 p: 4 octombrie 1892   | Amalthea   |            | Jupiter V                                                  | Barnard |
| i: 16 august 1898 o: 17 martie 1899        | Phoebe     |            | Saturn IX                                                  | Pickering |
| Data                                       | Denumire   | Imagine    | Denumire constantă/alta                                    | Descoperitor(i) și note |

## Prima jumătate a secolului XX (1901–1950)
| Prima jumătate a secolului 20                               | Prima jumătate a secolului 20 | Prima jumătate a secolului 20 | Prima jumătate a secolului 20              | Prima jumătate a secolului 20 |
| Data                                                        | Denumire                      | Imagine                       | Denumire constantă                         | Descoperitor(i) și note       |
| ----------------------------------------------------------- | ----------------------------- | ----------------------------- | ------------------------------------------ | ----------------------------- |
| Anii 1900                                                   |                               |                               |                                            |                               |
| i: 3 decembrie 1904 p: 6 ianuarie 1905                      | Himalia (Hestia 1955–1975)    |                               | Jupiter VI                                 | Perrine                       |
| i: 2 ianuarie 1905 p: 27 februarie 1905                     | Elara (Hera 1955–1975)        |                               | Jupiter VII                                | Perrine                       |
| i: 27 ianuarie 1908 o: 28 februarie 1908 p: March 1–6, 1908 | Pasiphaë (Poseidon 1955–1975) |                               | Jupiter VIII                               | Melotte                       |
| Anii 1910                                                   |                               |                               |                                            |                               |
| i: 21 iulie 1914 p: 17 septembrie 1914                      | Sinope (Hades 1955–1975)      |                               | Jupiter IX                                 | Nicholson                     |
| Anii 1930                                                   |                               |                               |                                            |                               |
| i: 23 ianuarie 1930 o: 18 februarie 1930 p: 13 martie 1930  | Pluto                         |                               | A 9-a planetă (1930) Planetă pitică (2006) | Tombaugh                      |
| i: 6 iulie 1938 p: august 1938                              | Lysithea (Demeter 1955–1975)  |                               | Jupiter X                                  | Nicholson                     |
| i: 30 iulie 1938 p: august 1938                             | Carme (Pan 1955–1975)         |                               | Jupiter XI                                 | Nicholson                     |
| Anii 1940                                                   |                               |                               |                                            |                               |
| i: 16 februarie 1948 p: iunie 1949                          | Miranda                       |                               | Uranus V                                   | Kuiper                        |
| i: 1 mai 1949 p: august 1949                                | Nereid                        |                               | Neptun II                                  | Kuiper                        |
| Data                                                        | Denumire                      | Imagine                       | Denumire constantă                         | Descoperitor(i) și note       |

## A doua jumătate a secolului XX (1951–2000)
| A doua jumătate a secolului 20              | A doua jumătate a secolului 20 | A doua jumătate a secolului 20 | A doua jumătate a secolului 20 | A doua jumătate a secolului 20 | A doua jumătate a secolului 20                                        |
| Data                                        | Denumire                       | Denumire provizorie            | Imagine                        | Denumire constantă             | Descoperitor(i) și note                                               |
| ------------------------------------------- | ------------------------------ | ------------------------------ | ------------------------------ | ------------------------------ | --------------------------------------------------------------------- |
| Anii 1950                                   |                                |                                |                                |                                |                                                                       |
| i: 28 septembrie 1951 p: decembrie 1951     | Ananke (Adrastea 1955–1975)    | —                              |                                | Jupiter XII                    | Nicholson                                                             |
| Anii 1960                                   |                                |                                |                                |                                |                                                                       |
| i: 15 decembrie 1966 p: 3 ianuarie 1967     | Janus*                         | S/1966 S 2                     |                                | Saturn X                       | Dollfus (Posibil că Dollfus a fost văzut fie ca Janus sau Epimetheus) |
| i: 18 decembrie 1966 p: 6 ianuarie 1967     | Epimetheus*                    | S/1980 S 3                     |                                | Saturn XI                      | Walker                                                                |
| Anii 1970                                   |                                |                                |                                |                                |                                                                       |
| i: 11 septembrie 1974 p: 20 septembrie 1974 | Leda                           | —                              | —                              | Jupiter XIII                   | Kowal                                                                 |
| i: 30 septembrie 1975 p: 3 octombrie 1975   | Themisto*                      | S/1975 J 1                     |                                | Jupiter XVIII                  | Kowal (Descoperit și apoi pierdut)                                    |
| i: 13 aprilie 1978 o: 22 iunie 1978         | Charon                         | S/1978 P 1                     |                                | Pluto I                        | Christy                                                               |
| i: 8 iulie 1979 p: 23 noiembrie 1979        | Adrastea                       | S/1979 J 1                     |                                | Jupiter XV                     | Jewitt, Danielson, Voyager 2                                          |
| Anii 1980                                   |                                |                                |                                |                                |                                                                       |
| Data                                        | Denumire                       | Denumire provizorie            | Imagine                        | Denumire constantă             | Descoperitor(i) și note                                               |
| i: 26 februarie 1980 p: 6 martie 1980       | Epimetheus*                    | S/1980 S 3                     |                                | Saturn XI                      | (Confirmat de Voyager 1)                                              |
| i: 1 martie 1980 p: 6 martie 1980           | Helene                         | S/1980 S 6                     |                                | Saturn XII                     | Laques, Lecacheux                                                     |
| i: 8 aprilie 1980 p: 10 aprilie 1980        | Telesto                        | S/1980 S 13                    |                                | Saturn XIII                    | Smith, Reitsema, Larson, Fountain, Voyager 1                          |
| i: 5 martie 1979 p: 28 aprilie 1980         | Thebe                          | S/1979 J 2                     |                                | Jupiter XIV                    | Synnott, Voyager 1                                                    |
| i: 19 februarie 1980 p: 6 iunie 1980        | Janus*                         | S/1980 S 1                     |                                | Saturn X                       | (Confirmat de Voyager 1)                                              |
| i: 13 martie 1980 p: 31 iulie 1980          | Calypso                        | S/1980 S 25                    |                                | Saturn XIV                     | Pascu, Seidelmann, Baum, Currie                                       |
| i: 4 martie 1979 p: 26 august 1980          | Metis                          | S/1979 J 3                     |                                | Jupiter XVI                    | Synnott, Voyager 1                                                    |
| o: octombrie 1980 p: 31 octombrie 1980      | Prometheus                     | S/1980 S 27                    |                                | Saturn XVI                     | Collins, Voyager 1                                                    |
| o: octombrie 1980 p: 31 octombrie 1980      | Pandora                        | S/1980 S 26                    |                                | Saturn XVII                    | Collins, Voyager 1                                                    |
| o: 19 octombrie0 p: 13 noiembrie 1980       | Atlas                          | S/1980 S 28                    |                                | Saturn XV                      | Terrile, Voyager 1                                                    |
| i: 24 mai 1981 p: 29 mai 1981               | Larissa*                       | S/1981 N 1 S/1989 N 2          |                                | Neptun VII                     | Reitsema, Hubbard, Lebofsky, Tholen, Voyager 2                        |
| i: 30 decembrie 1985 p: 9 ianuarie 1986     | Puck                           | S/1985 U 1                     |                                | Uranus XV                      | Synnott, Voyager 2                                                    |
| i: 3 ianuarie 1986 p: 16 ianuarie 1986      | Juliet                         | S/1986 U 2                     |                                | Uranus XI                      | Synnott, Voyager 2                                                    |
| i: 3 ianuarie 1986 p: 16 ianuarie 1986      | Portia                         | S/1986 U 1                     |                                | Uranus XII                     | Synnott, Voyager 2                                                    |
| i: 9 ianuarie 1986 p: 16 ianuarie 1986      | Cressida                       | S/1986 U 3                     | Uranus IX                      |                                | Synnott, Voyager 2                                                    |
| i: 13 ianuarie 1986 p: 16 ianuarie 1986     | Desdemona                      | S/1986 U 6                     |                                | Uranus X                       | Synnott, Voyager 2                                                    |
| i: 13 ianuarie 1986 p: 16 ianuarie 1986     | Rosalind                       | S/1986 U 4                     |                                | Uranus XIII                    | Synnott, Voyager 2                                                    |
| i: 13 ianuarie 1986 p: 16 ianuarie 1986     | Belinda                        | S/1986 U 5                     |                                | Uranus XIV                     | Synnott, Voyager 2                                                    |
| i: 20 ianuarie 1986 p: 27 ianuarie 1986     | Cordelia                       | S/1986 U 7                     |                                | Uranus VI                      | Terrile, Voyager 2                                                    |
| i: 20 ianuarie 1986 p: 27 ianuarie 1986     | Ophelia                        | S/1986 U 8                     | Uranus VII                     |                                | Terrile, Voyager 2                                                    |
| i: 23 ianuarie 1986 p: 27 ianuarie 1986     | Bianca                         | S/1986 U 9                     |                                | Uranus VIII                    | Smith, Voyager 2                                                      |
| i: 16 iunie 1989 p: 7 iulie 1989            | Proteus                        | S/1989 N 1                     |                                | Neptun VIII                    | Synnott, Voyager 2                                                    |
| i: 28 iulie 1989 p: 2 august 1989           | Despina                        | S/1989 N 3                     |                                | Neptun V                       | Synnott, Voyager 2                                                    |
| i: 28 iulie 1989 p: 2 august 1989           | Galatea                        | S/1989 N 4                     |                                | Neptun VI                      | Synnott, Voyager 2                                                    |
| i: 18 septembrie 1989 p: 29 septembrie 1989 | Thalassa                       | S/1989 N 5                     |                                | Neptun IV                      | Terrile, Voyager 2                                                    |
| i: 18 septembrie 1989 p: 29 septembrie 1989 | Naiad                          | S/1989 N 6                     | Neptun III                     |                                | Terrile, Voyager 2                                                    |
| Anii 1990                                   |                                |                                |                                |                                |                                                                       |
| Data                                        | Denumire                       | Denumire provizorie            | Imagine                        | Denumire constantă             | Descoperitor(i) și note                                               |
| i: 22 august 1981 p: 16 iulie 1990          | Pan*                           | S/1981 S 13                    |                                | Saturn XVIII                   | Showalter, Voyager 2                                                  |
| i: 23 august 1981 p: 14 aprilie 1995        | Pallene* (vezi mai jos)        | S/1981 S 14                    |                                | Saturn XXXIII                  | Gordon, Murray și Beurle                                              |
| i: 6 septembrie 1997 p: 31 octombrie 1997   | Caliban                        | S/1997 U 1                     |                                | Uranus XVI                     | Gladman, Nicholson, Burns, Kavelaars                                  |
| i: 6 septembrie 1997 p: 31 octombrie 1997   | Sycorax                        | S/1997 U 2                     |                                | Uranus XVII                    | Gladman, Nicholson, Burns, Kavelaars                                  |
| i: 18 ianuarie 1986 p: 18 mai 1999          | Perdita*                       | S/1986 U 10                    |                                | Uranus XXV                     | Karkoschka, Voyager 2                                                 |
| i: 18 iulie 1999 p: 27 iulie 1999           | Setebos                        | S/1999 U 1                     | —                              | Uranus XIX                     | Kavelaars, Gladman, Holman, Petit, Scholl                             |
| i: 18 iulie 1999 p: 27 iulie 1999           | Stephano                       | S/1999 U 2                     | —                              | Uranus XX                      | Gladman, Holman, Kavelaars, Petit, Scholl                             |
| i: 18 iulie 1999 p: 4 septembrie 1999       | Prospero                       | S/1999 U 3                     |                                | Uranus XVIII                   | Holman, Kavelaars, Gladman, Petit, Scholl                             |
| Anii 2000                                   |                                |                                |                                |                                |                                                                       |
| Data                                        | Denumire                       | Denumire provizorie            | Imagine                        | Denumire constantă             | Descoperitor(i) și note                                               |
| i: 6 octombrie 1999 p: 20 iulie 2000        | Callirrhoe                     | S/1999 J 1                     |                                | Jupiter XVII                   | Scotti, Spahr, McMillan, Larsen, Montani, Gleason, Gehrels            |
| i: 7 august 2000 p: 25 octombrie 2000       | Ymir                           | S/2000 S 1                     | —                              | Saturn XIX                     | Gladman                                                               |
| i: 7 august 2000 p: 25 octombrie 2000       | Paaliaq                        | S/2000 S 2                     | —                              | Saturn XX                      | Gladman                                                               |
| i: 23 septembrie 2000 p: 25 octombrie 2000  | Siarnaq                        | S/2000 S 3                     | —                              | Saturn XXIX                    | Gladman, Kavelaars                                                    |
| i: 23 septembrie 2000 p: 25 octombrie 2000  | Tarvos                         | S/2000 S 4                     |                                | Saturn XXI                     | Kavelaars, Gladman                                                    |
| i: 7 august 2000 p: 18 noiembrie 2000       | Kiviuq                         | S/2000 S 5                     |                                | Saturn XXIV                    | Gladman                                                               |
| i: 23 septembrie 2000 p: 18 noiembrie 2000  | Ijiraq                         | S/2000 S 6                     |                                | Saturn XXII                    | Kavelaars, Gladman                                                    |
| i: 21 noiembrie 2000 p: 25 noiembrie 2000   | Themisto*                      | S/2000 J 1                     |                                | Jupiter XVIII                  | Sheppard, Jewitt, Fernández, Magnier (Redescoperit)                   |
| i: 23 septembrie 2000 p: 7 decembrie 2000   | Thrymr                         | S/2000 S 7                     |                                | Saturn XXX                     | Gladman, Kavelaars                                                    |
| i: 23 septembrie 2000 p: 7 decembrie 2000   | Skathi                         | S/2000 S 8                     | —                              | Saturn XXVII                   | Kavelaars, Gladman                                                    |
| i: 23 septembrie 2000 p: 7 decembrie 2000   | Mundilfari                     | S/2000 S 9                     |                                | Saturn XXV                     | Gladman, Kavelaars                                                    |
| i: 23 septembrie 2000 p: 7 decembrie 2000   | Erriapus                       | S/2000 S 10                    | —                              | Saturn XXVIII                  | Kavelaars, Gladman                                                    |
| i: 9 noiembrie 2000 p: 19 decembrie 2000    | Albiorix                       | S/2000 S 11                    | —                              | Saturn XXVI                    | Holman, Spahr                                                         |
| i: 23 septembrie 2000 p: 22 decembrie 2000  | Suttungr                       | S/2000 S 12                    | —                              | Saturn XXIII                   | Gladman, Kavelaars                                                    |
| Data                                        | Denumire                       | Denumire provizorie            | Imagine                        | Denumire constantă             | Descoperitor(i) și note                                               |

## Secolul XXI

### Anii 2000
| Anii 2000                                                     | Anii 2000                            | Anii 2000               | Anii 2000 | Anii 2000          | Anii 2000 |
| Data                                                          | Denumire                             | Denumire provizorie     | Imagine   | Denumire constantă | Descoperitor(i) și note |
| ------------------------------------------------------------- | ------------------------------------ | ----------------------- | --------- | ------------------ | --- |
| i: 23 noiembrie 2000 p: 5 ianuarie 2001                       | Kalyke                               | S/2000 J 2              | —         | Jupiter XXIII      | Sheppard, Jewitt, Fernández, Magnier, Dahm, Evans                                                                                          |
| i: 23 noiembrie 2000 p: 5 ianuarie 2001                       | Iocaste                              | S/2000 J 3              | —         | Jupiter XXIV       | Sheppard, Jewitt, Fernández, Magnier, Dahm, Evans                                                                                          |
| i: 23 noiembrie 2000 p: 5 ianuarie 2001                       | Erinome                              | S/2000 J 4              | —         | Jupiter XXV        | Sheppard, Jewitt, Fernández, Magnier, Dahm, Evans                                                                                          |
| i: 23 noiembrie 2000 p: 5 ianuarie 2001                       | Harpalyke                            | S/2000 J 5              | —         | Jupiter XXII       | Sheppard, Jewitt, Fernández, Magnier, Dahm, Evans                                                                                          |
| i: 23 noiembrie 2000 p: 5 ianuarie 2001                       | Isonoe                               | S/2000 J 6              | —         | Jupiter XXVI       | Sheppard, Jewitt, Fernández, Magnier, Dahm, Evans                                                                                          |
| i: 23 noiembrie 2000 p: 5 ianuarie 2001                       | Praxidike                            | S/2000 J 7              | —         | Jupiter XXVII      | Sheppard, Jewitt, Fernández, Magnier, Dahm, Evans                                                                                          |
| i: 25 noiembrie 2000 p: 5 ianuarie 2001                       | Megaclite                            | S/2000 J 8              | —         | Jupiter XIX        | Sheppard, Jewitt, Fernández, Magnier, Dahm, Evans                                                                                          |
| i: 25 noiembrie 2000 p: 5 ianuarie 2001                       | Taygete                              | S/2000 J 9              | —         | Jupiter XX         | Sheppard, Jewitt, Fernández, Magnier, Dahm, Evans                                                                                          |
| i: 26 noiembrie 2000 p: 5 ianuarie 2001                       | Chaldene                             | S/2000 J 10             | —         | Jupiter XXI        | Sheppard, Jewitt, Fernández, Magnier, Dahm, Evans                                                                                          |
| i: 5 decembrie 2000 p: 5 ianuarie 2001                        | (satelit nedenumit a lui Jupiter)    | S/2000 J 11             | —         | —                  | Sheppard, Jewitt, Fernández, Magnier, Dahm, Evans                                                                                          |
| Data                                                          | Denumire                             | Denumire provizorie     | Imagine   | Denumire constantă | Descoperitor(i) și note |
| i: 9 decembrie 2001 p: 16 mai 2002                            | Hermippe                             | S/2001 J 3              |           | Jupiter XXX        | Sheppard, Jewitt, Kleyna |
| i: 9 decembrie 2001 p: 16 mai 2002                            | Eurydome                             | S/2001 J 4              | —         | Jupiter XXXII      | Sheppard, Jewitt, Kleyna |
| i: 9 decembrie 2001 p: 16 mai 2002                            | Sponde                               | S/2001 J 5              | —         | Jupiter XXXVI      | Sheppard, Jewitt, Kleyna |
| i: 9 decembrie 2001 p: 16 mai 2002                            | Kale                                 | S/2001 J 8              | —         | Jupiter XXXVII     | Sheppard, Jewitt, Kleyna |
| i: 10 decembrie 2001 p: 16 mai 2002                           | Autonoe                              | S/2001 J 1              | —         | Jupiter XXVIII     | Sheppard, Jewitt, Kleyna |
| i: 11 decembrie 2001 p: 16 mai 2002                           | Thyone                               | S/2001 J 2              | —         | Jupiter XXIX       | Sheppard, Jewitt, Kleyna |
| i: 11 decembrie 2001 p: 16 mai 2002                           | Pasithee                             | S/2001 J 6              | —         | Jupiter XXXVIII    | Sheppard, Jewitt, Kleyna |
| i: 11 decembrie 2001 p: 16 mai 2002                           | Euanthe                              | S/2001 J 7              | —         | Jupiter XXXIII     | Sheppard, Jewitt, Kleyna |
| i: 11 decembrie 2001 p: 16 mai 2002                           | Orthosie                             | S/2001 J 9              | —         | Jupiter XXXV       | Sheppard, Jewitt, Kleyna |
| i: 11 decembrie 2001 p: 16 mai 2002                           | Euporie                              | S/2001 J 10             | —         | Jupiter XXXIV      | Sheppard, Jewitt, Kleyna |
| i: 11 decembrie 2001 p: 16 mai 2002                           | Aitne                                | S/2001 J 11             | —         | Jupiter XXXI       | Sheppard, Jewitt, Kleyna |
| i: 13 august 2001 p: 30 septembrie 2002                       | Trinculo                             | S/2001 U 1              | —         | Uranus XXI         | Holman, Kavelaars, Milisavljevic |
| i: 31 octombrie 2002 p: 18 decembrie 2002                     | Arche                                | S/2002 J 1              | —         | Jupiter XLIII      | Sheppard, Meech, Hsieh, Tholen, Tonry |
| Data                                                          | Denumire                             | Denumire provizorie     | Imagine   | Denumire constantă | Descoperitor(i) și note |
| i: 23 iulie 2002 p: 13 ianuarie 2003                          | Sao                                  | S/2002 N 2              | —         | Neptun XI          | Holman, Kavelaars, Grav, Fraser, Milisavljevic                                                                                             |
| i: 10 august 2002 p: 13 ianuarie 2003                         | Halimede                             | S/2002 N 1              | —         | Neptun IX          | Holman, Kavelaars, Grav, Fraser, Milisavljevic                                                                                             |
| i: 11 august 2002 p: 13 ianuarie 2003                         | Laomedeia                            | S/2002 N 3              | —         | Neptun XII         | Holman, Kavelaars, Grav, Fraser, Milisavljevic                                                                                             |
| i: 5 februarie 2003 p: 4 martie 2003                          | Eukelade                             | S/2003 J 1              | —         | Jupiter XLVII      | Sheppard, Jewitt, Kleyna, Fernández, Hsieh                                                                                                 |
| i: 5 februarie 2003 p: 4 martie 2003                          | (sateliți nedenumiți ai lui Jupiter) | S/2003 J 2              | —         | —                  | Sheppard, Jewitt, Kleyna, Fernández, Hsieh                                                                                                 |
| i: 5 februarie 2003 p: 4 martie 2003                          | (sateliți nedenumiți ai lui Jupiter) | S/2003 J 3              | —         | —                  | Sheppard, Jewitt, Kleyna, Fernández, Hsieh                                                                                                 |
| i: 5 februarie 2003 p: 4 martie 2003                          | (sateliți nedenumiți ai lui Jupiter) | S/2003 J 4              | —         | —                  | Sheppard, Jewitt, Kleyna, Fernández, Hsieh                                                                                                 |
| i: 6 februarie 2003 p: 4 martie 2003                          | (satelit nedenumit a lui Jupiter)    | S/2003 J 5              | —         | —                  | Sheppard, Jewitt, Kleyna, Fernández, Hsieh                                                                                                 |
| i: 6 februarie 2003 p: 4 martie 2003                          | Helike                               | S/2003 J 6              | —         | Jupiter XLV        | Sheppard, Jewitt, Kleyna, Fernández, Hsieh                                                                                                 |
| i: 8 februarie 2003 p: 4 martie 2003                          | Aoede                                | S/2003 J 7              | —         | Jupiter XLI        | Sheppard, Jewitt, Kleyna, Fernández, Hsieh                                                                                                 |
| i: 8 februarie 2003 p: 6 martie 2003                          | Hegemone                             | S/2003 J 8              | —         | Jupiter XXXIX      | Sheppard, Jewitt, Kleyna, Fernández |
| i: 6 februarie 2003 p: 7 martie 2003                          | (sateliți nedenumiți ai lui Jupiter) | S/2003 J 9              | —         | —                  | Sheppard, Jewitt, Kleyna, Fernández |
| i: 6 februarie 2003 p: 7 martie 2003                          | (sateliți nedenumiți ai lui Jupiter) | S/2003 J 10             | —         | —                  | Sheppard, Jewitt, Kleyna, Fernández |
| i: 6 februarie 2003 p: 7 martie 2003                          | Kallichore                           | S/2003 J 11             | —         | Jupiter XLIV       | Sheppard, Jewitt, Kleyna, Fernández |
| i: 8 februarie 2003 p: 7 martie 2003                          | (satelit nedenumit a lui Jupiter)    | S/2003 J 12             | —         | —                  | Sheppard, Jewitt, Kleyna, Fernández |
| i: 9 februarie 2003 p: 2 aprilie 2003                         | Cyllene                              | S/2003 J 13             | —         | Jupiter XLVIII     | Sheppard, Jewitt, Kleyna |
| i: 8 februarie 2003 p: 3 aprilie 2003                         | Kore                                 | S/2003 J 14             | —         | Jupiter XLIX       | Sheppard, Jewitt, Kleyna |
| i: 6 februarie 2003 p: 3 aprilie 2003                         | (sateliți nedenumiți ai lui Jupiter) | S/2003 J 15             | —         | —                  | Sheppard, Jewitt, Kleyna, Fernández |
| i: 6 februarie 2003 p: 3 aprilie 2003                         | (sateliți nedenumiți ai lui Jupiter) | S/2003 J 16             | —         | —                  | Gladman, Sheppard, Jewitt, Kleyna, Kavelaars, Petit, Allen                                                                                 |
| i: 8 februarie 2003 p: 3 aprilie 2003                         | Herse                                | S/2003 J 17             | —         | Jupiter L          | Gladman, Sheppard, Jewitt, Kleyna, Kavelaars, Petit, Allen                                                                                 |
| i: 6 februarie 2003 p: 4 aprilie 2003                         | (satelit nedenumit a lui Jupiter)    | S/2003 J 18             | —         | —                  | Gladman, Kavelaars, Petit, Allen, Sheppard, Jewitt, Kleyna                                                                                 |
| i: 5 februarie 2003 p: 8 aprilie 2003                         | Narvi                                | S/2003 S 1              | —         | Saturn XXXI        | Sheppard, Jewitt, Kleyna |
| i: 6 februarie 2003 p: 12 aprilie 2003                        | (satelit nedenumit a lui Jupiter)    | S/2003 J 19             | —         | —                  | Gladman, Sheppard, Jewitt, Kleyna, Kavelaars, Petit, Allen                                                                                 |
| i: 9 februarie 2003 p: 14 aprilie 2003                        | Carpo                                | S/2003 J 20             | —         | Jupiter XLVI       | Sheppard, Gladman, Kavelaars, Petit, Allen, Jewitt, Kleyna                                                                                 |
| i: 6 februarie 2003 p: 29 mai 2003                            | Mneme                                | S/2003 J 21             | —         | Jupiter XL         | Sheppard, Jewitt, Kleyna, Gladman, Kavelaars, Petit, Allen                                                                                 |
| i: 18 ianuarie 1986 p: 3 septembrie 2003                      | Perdita*                             | S/1986 U 10             | —         | Uranus XXV         | Karkoschka (Recovered by the Hubble Space Telescope)                                                                                       |
| i: 29 august 2003 p: 3 septembrie 2003                        | Psamathe                             | S/2003 N 1              | —         | Neptun X           | Jewitt, Kleyna, Sheppard, Holman, Kavelaars                                                                                                |
| i: 25 august 2003 p: 25 septembrie 2003                       | Mab                                  | S/2003 U 1              | —         | Uranus XXVI        | Showalter, Lissauer |
| i: 25 august 2003 p: 25 septembrie 2003                       | Cupid                                | S/2003 U 2              | —         | Uranus XXVII       | Showalter, Lissauer |
| i: 13 august 2001 p: 30 septembrie 2003                       | Ferdinand*                           | S/2001 U 2              | —         | Uranus XXIV        | 2001: Holman, Kavelaars, Milisavljevic; 2003: Sheppard, Jewitt                                                                             |
| i: 14 august 2002 p: 30 septembrie 2003                       | Neso*                                | S/2002 N 4              | —         | Neptun XIII        | Holman, Kavelaars, Grav, Fraser, Milisavljevic                                                                                             |
| i: 13 august 2001 p: 8 octombrie 2003                         | Francisco*                           | S/2001 U 3              |           | Uranus XXII        | Holman, Kavelaars, Milisavljevic, Gladman                                                                                                  |
| i: 29 august 2003 p: 9 octombrie 2003                         | Margaret                             | S/2003 U 3              | —         | Uranus XXIII       | Sheppard, Jewitt |
| Data                                                          | Denumire                             | Denumire provizorie     | Imagine   | Denumire constantă | Descoperitor(i) și note |
| i: 9 februarie 2003 p: 24 ianuarie 2004                       | Thelxinoe*                           | S/2003 J 22             | —         | Jupiter XLII       | Sheppard, Jewitt, Kleyna, Gladman, Kavelaars, Petit, Allen (From images taken in 2003)                                                     |
| i: 6 februarie 2003 p: 31 ianuarie 2004                       | (satelit nedenumit a lui Jupiter)    | S/2003 J 23*            |           | —                  | Sheppard, Jewitt, Kleyna, Fernández |
| i: 1 iunie 2004 p: 16 august 2004                             | Methone*                             | S/2004 S 1              |           | Saturn XXXII       | Cassini–Huygens |
| i: 1 iunie 2004 p: 16 august 2004                             | Pallene                              | S/2004 S 2 =S/1981 S 14 |           | Saturn XXXIII      | Cassini–Huygens |
| i: 21 octombrie 2004 o: 24 octombrie 2004 p: 8 noiembrie 2004 | Polydeuces                           | S/2004 S 5              |           | Saturn XXXIV       | Cassini–Huygens |
| i: 6 mai 2004 o: 28 decembrie 2004 p: 29 iulie 2005           | Haumea                               | (136108) 2003 EL61      | —         | Planetă pitică     | (Ortiz, Aceituno Castro, Santos-Sanz) sau (Brown, Trujillo, Rabinowitz) (vezi Controverse asupra descoperirii lui Haumea)                  |
| Data                                                          | Denumire                             | Denumire provizorie     | Imagine   | Denumire constantă | Descoperitor(i) și note |
| i: 12 decembrie 2004 p: 3 mai 2005                            | (satelit nedenumit a lui Saturn)     | S/2004 S 7              | —         | —                  | Sheppard, Jewitt, Kleyna, Marsden |
| i: 12 decembrie 2004 p: 3 mai 2005                            | Fornjot                              | S/2004 S 8              |           | Saturn XLII        | Sheppard, Jewitt, Kleyna, Marsden |
| i: 12 decembrie 2004 p: 3 mai 2005                            | Farbauti                             | S/2004 S 9              | —         | Saturn XL          | Sheppard, Jewitt, Kleyna, Marsden |
| i: 12 decembrie 2004 p: 3 mai 2005                            | Aegir                                | S/2004 S 10             | —         | Saturn XXXVI       | Sheppard, Jewitt, Kleyna, Marsden |
| i: 12 decembrie 2004 p: 3 mai 2005                            | Bebhionn                             | S/2004 S 11             |           | Saturn XXXVII      | Sheppard, Jewitt, Kleyna, Marsden |
| i: 12 decembrie 2004 p: 3 mai 2005                            | (sateliți nedenumiți ai lui Saturn)  | S/2004 S 12             | —         | —                  | Sheppard, Jewitt, Kleyna, Marsden |
| i: 12 decembrie 2004 p: 3 mai 2005                            | (sateliți nedenumiți ai lui Saturn)  | S/2004 S 13             |           | —                  | Sheppard, Jewitt, Kleyna, Marsden |
| i: 12 decembrie 2004 p: 3 mai 2005                            | Hati                                 | S/2004 S 14             | —         | Saturn XLIII       | Sheppard, Jewitt, Kleyna, Marsden |
| i: 12 decembrie 2004 p: 3 mai 2005                            | Bergelmir                            | S/2004 S 15             |           | Saturn XXXVIII     | Sheppard, Jewitt, Kleyna, Marsden |
| i: 13 decembrie 2004 p: 3 mai 2005                            | Fenrir                               | S/2004 S 16             | —         | Saturn XLI         | Sheppard, Jewitt, Kleyna, Marsden |
| i: 13 decembrie 2004 p: 3 mai 2005                            | (satelit nedenumit a lui Saturn)     | S/2004 S 17             | —         | —                  | Sheppard, Jewitt, Kleyna, Marsden |
| i: 13 decembrie 2004 p: 3 mai 2005                            | Bestla                               | S/2004 S 18             | —         | Saturn XXXIX       | Sheppard, Jewitt, Kleyna, Marsden |
| i: 1 mai 2005 p: 6 mai 2005                                   | Daphnis                              | S/2005 S 1              |           | Saturn XXXV        | Cassini–Huygens |
| i: 21 octombrie 2003 o: 5 ianuarie 2005 p: 29 iulie 2005      | Eris                                 | (136199) 2003 UB313     |           | Planetă pitică     | Brown, Trujillo, Rabinowitz |
| o: 26 ianuarie 2005 p: 29 iulie 2005                          | Hiʻiaka                              | S/2005 (136108) 1       | —         | Haumea I           | Brown, Trujillo, Rabinowitz |
| i: 31 martie 2005 p: 29 iulie 2005                            | Makemake                             | (136472) 2005 FY9       | —         | Planetă pitică     | Brown, Trujillo, Rabinowitz |
| o: 30 iunie 2005 p: 29 iulie 2005                             | Namaka                               | S/2005 (136108) 2       | —         | Haumea II          | Brown, Trujillo, Rabinowitz |
| i: 10 septembrie 2005 p: 3 octombrie 2005                     | Dysnomia                             | S/2005 (136199) 1       |           | Eris I             | Brown, van Dam, Bouchez, Le Mignant, Campbell, Chin, Conrad, Hartman, Johansson, Lafon, Rabinowitz, Stomski, Summers, Trujillo, Wizinowich |
| i: 15 mai 2005 o: 15 iunie 2005 p: 31 octombrie 2005          | Nix                                  | S/2005 P 2              |           | Pluto II           | Weaver, Stern, Mutchler, Steffl, Buie, Merline, Spencer, Young, Young                                                                      |
| i: 15 mai 2005 o: 15 iunie 2005 p: 31 octombrie 2005          | Hydra                                | S/2005 P 1              | Pluto III |                    | Weaver, Stern, Mutchler, Steffl, Buie, Merline, Spencer, Young, Young                                                                      |
| Data                                                          | Denumire                             | Denumire provizorie     | Imagine   | Denumire constantă | Descoperitor(i) și note |
| i: 12 decembrie 2004 o: 6 martie 2006 (?) p: 26 iunie 2006    | Hyrrokkin                            | S/2004 S 19             | —         | Saturn XLIV        | Sheppard, Jewitt, Kleyna |
| i: 4 ianuarie 2006 o: 6 martie 2006 (?) p: 26 iunie 2006      | (satelit nedenumit a lui Saturn)     | S/2006 S 1              | —         | —                  | Sheppard, Jewitt, Kleyna |
| i: 4 ianuarie 2006 o: 6 martie 2006 (?) p: 26 iunie 2006      | Kari                                 | S/2006 S 2              |           | Saturn XLV         | Sheppard, Jewitt, Kleyna |
| i: 5 ianuarie 2006 o: 6 martie 2006 (?) p: 26 iunie 2006      | (satelit nedenumit a lui Saturn)     | S/2006 S 3              | —         | —                  | Sheppard, Jewitt, Kleyna |
| i: 5 ianuarie 2006 o: 6 martie 2006 (?) p: 26 iunie 2006      | Greip                                | S/2006 S 4              | —         | Saturn LI          | Sheppard, Jewitt, Kleyna |
| i: 5 ianuarie 2006 o: 6 martie 2006 (?) p: 26 iunie 2006      | Loge                                 | S/2006 S 5              | —         | Saturn XLVI        | Sheppard, Jewitt, Kleyna |
| i: 5 ianuarie 2006 o: 6 martie 2006 (?) p: 26 iunie 2006      | Jarnsaxa                             | S/2006 S 6              | —         | Saturn L           | Sheppard, Jewitt, Kleyna |
| i: 5 ianuarie 2006 o: 6 martie 2006 (?) p: 26 iunie 2006      | Surtur                               | S/2006 S 7              | —         | Saturn XLVIII      | Sheppard, Jewitt, Kleyna |
| i: 5 ianuarie 2006 o: 6 martie 2006 (?) p: 26 iunie 2006      | Skoll                                | S/2006 S 8              | —         | Saturn XLVII       | Sheppard, Jewitt, Kleyna |
| i: 5 ianuarie 2006 o: 16 ianuarie 2007 (?) p: 13 aprilie 2007 | Tarqeq                               | S/2007 S 1              | —         | Saturn LII         | Sheppard, Jewitt, Kleyna |
| i: 18 ianuarie 2007 o: ? p: 1 mai 2007                        | (sateliți nedenumiți ai lui Saturn)  | S/2007 S 2              | —         | —                  | Sheppard, Jewitt, Kleyna |
| i: 18 ianuarie 2007 o: ? p: 1 mai 2007                        | (sateliți nedenumiți ai lui Saturn)  | S/2007 S 3              | —         | —                  | Sheppard, Jewitt, Kleyna |
| i: iunie 2004 o: 30 mai 2007 p: 18 iulie 2007                 | Anthe                                | S/2007 S 4              |           | Saturn XLIX        | Cassini–Huygens |
| i: 15 august 2008 p: 3 martie 2009                            | Aegaeon                              | S/2008 S 1              |           | Saturn LIII        | Cassini–Huygens |
| i: 26 iulie 2009 o: ? p: 2 noiembrie 2009                     | (satelit nedenumit a lui Saturn)     | S/2009 S 1              |           | —                  | Cassini–Huygens |
| Data                                                          | Denumire                             | Denumire provizorie     | Imagine   | Denumire constantă | Descoperitor(i) și note |

### Anii 2010
| Anii 2010                                 | Anii 2010                            | Anii 2010           | Anii 2010 | Anii 2010          | Anii 2010                                    |
| Data                                      | Denumire                             | Denumire provizorie | Imagine   | Denumire constantă | Descoperitor(i) și note                      |
| ----------------------------------------- | ------------------------------------ | ------------------- | --------- | ------------------ | -------------------------------------------- |
| i: 7 septembrie 2010 p: 1 iunie 2011      | (sateliți nedenumiți ai lui Jupiter) | S/2010 J 1          | —         | —                  | Jacobson, Brozovic, Gladman and Alexandersen |
| S/2010 J 2                                | (sateliți nedenumiți ai lui Jupiter) | —                   | —         | Veillet            |                                              |
| i: 28 iunie 2011 p: 20 iulie 2011         | (satelit nedenumit a lui Pluto)      | S/2011 (134340) 1   |           | —                  | Showalter                                    |
| i: 27 septembrie 2011 p: 29 ianuarie 2012 | (sateliți nedenumiți ai lui Jupiter) | S/2011 J 1          | —         | —                  | Sheppard                                     |
| S/2011 J 2                                | (sateliți nedenumiți ai lui Jupiter) | —                   | —         |                    | Sheppard                                     |
| i: 26 iunie 2012 p: 11 iulie 2012         | (satelit nedenumit a lui Pluto)      | S/2012 (134340) 1   |           | —                  | Showalter                                    |
| i: 2004 o: 1 iulie 2013 p: 15 iulie 2013  | (satelit nedenumit a lui Neptun)     | S/2004 N 1*         |           | —                  | Showalter et al.                             |
| Data                                      | Denumire                             | Denumire provizorie | Imagine   | Denumire constantă | Descoperitor(i) și note                      |